# Il pollice del panda
Il pollice del panda è un libro di Stephen Jay Gould pubblicato per la prima volta in inglese nel 1980. Soltanto nel 1983 viene proposta la versione in italiano dagli Editori Riuniti. Nel 2001 esce riproposta da il Saggiatore. L'opera è composta da otto parti, ognuna delle quali contiene in media quattro capitoli. L'evoluzione, in particolare quella darwiniana, rappresenta lo sfondo e il filo conduttore di tutte le parti e di tutti i capitoli. Infatti, ogni capitolo descrive un argomento differente. Come Gould stesso scrive, molti saggi sono degli articoli per la rivista scientifica Natural History da lui stesso scritti e, successivamente, leggermente riarrangiati.

## Edizioni
- Stephen Jay Gould, Il Pollice del Panda (riflessioni sulla storia naturale), traduzione di Danielle Mazzonis, Editori Riuniti, 1983,  pp. 371, cap. 31, ISBN 88-359-3285-8.

- Stephen Jay Gould, Il Pollice del Panda (riflessioni sulla storia naturale), traduzione di Simona Cabib, Anabasi, 1994,  pp. 312, cap. 31, ISBN 88-417-5021-9.
- Stephen Jay Gould, Il Pollice del Panda (riflessioni sulla storia naturale), traduzione di Simona Cabib, Il Saggiatore, 2001,  pp. 320, cap. 31, ISBN 88-428-0992-6.